# 坡頭漁港
坡頭漁港（英語：Potou Fishing Port），位於新竹縣新豐鄉坡頭村，面積約29公頃；為第二類漁港。該港有直銷中心，漁獲物80％運往基隆、臺北、桃園、新竹、中壢等地販售，20％由魚販、當地居民、遊客直接購買。該港漁船主要從事定置網、刺網、一支釣等漁業，定置網漁業於每年颱風季收網整修，刺網、一支釣除東北季風強勁時外，全年均可作業。該港設施為簡易防砂突堤二支，北堤近岸部份為100公尺長之方塊堤，前端則由蛇籠所構成長約30公尺，南堤則由岸邊廢棄堡前拋放混凝土塊所構成，長約17公尺，南、北兩堤相距約120 公尺，當中並設有二條繫筏浮球，漁筏停泊於沙灘上，天候不良時則以人力或牽引機拖曳上岸。主要魚獲物有鰆（𩵚魠魚）、鯧、黃花魚、鰹、鯛類等，一般作業漁船均於當日往返。

## 歷史

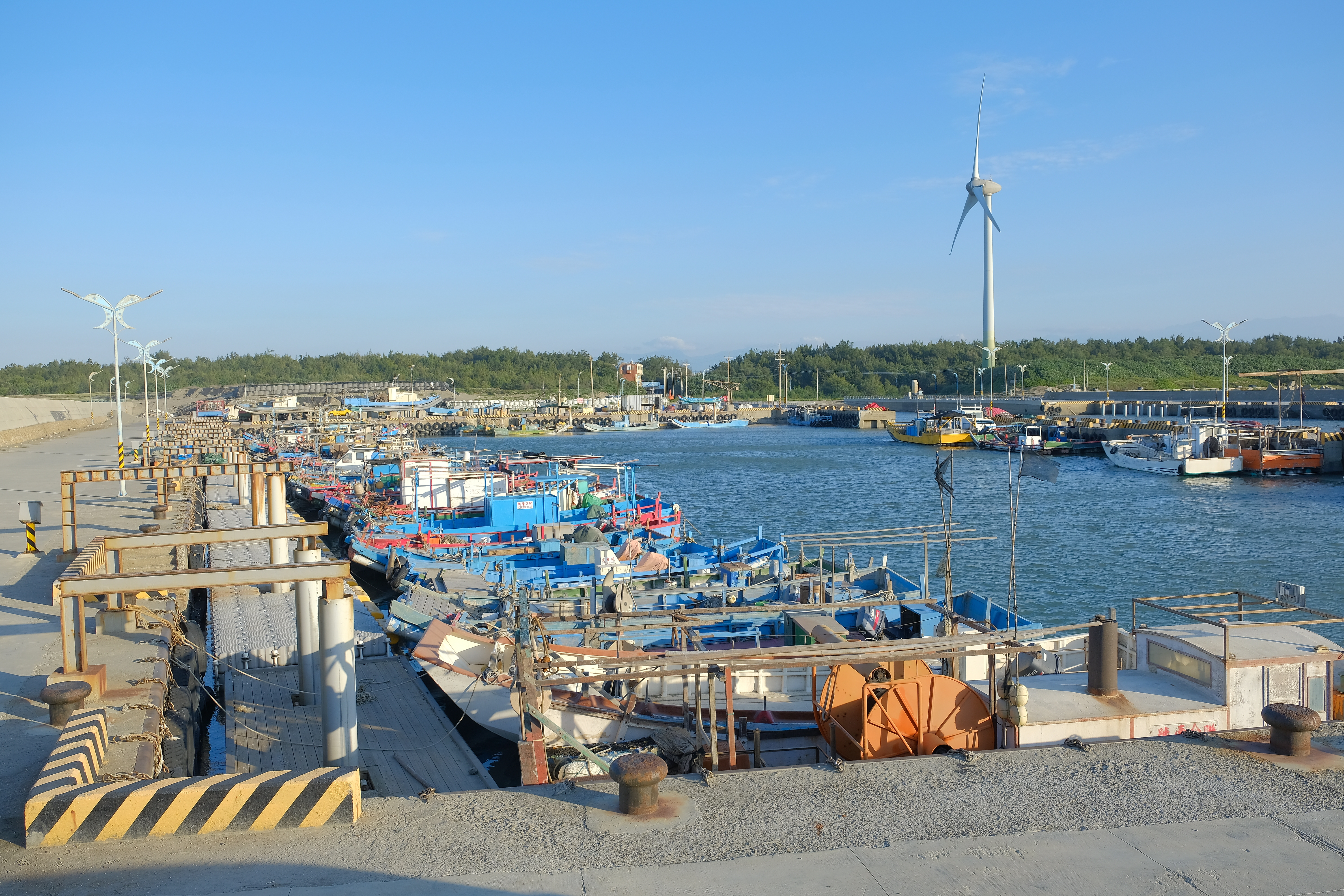
坡頭漁港

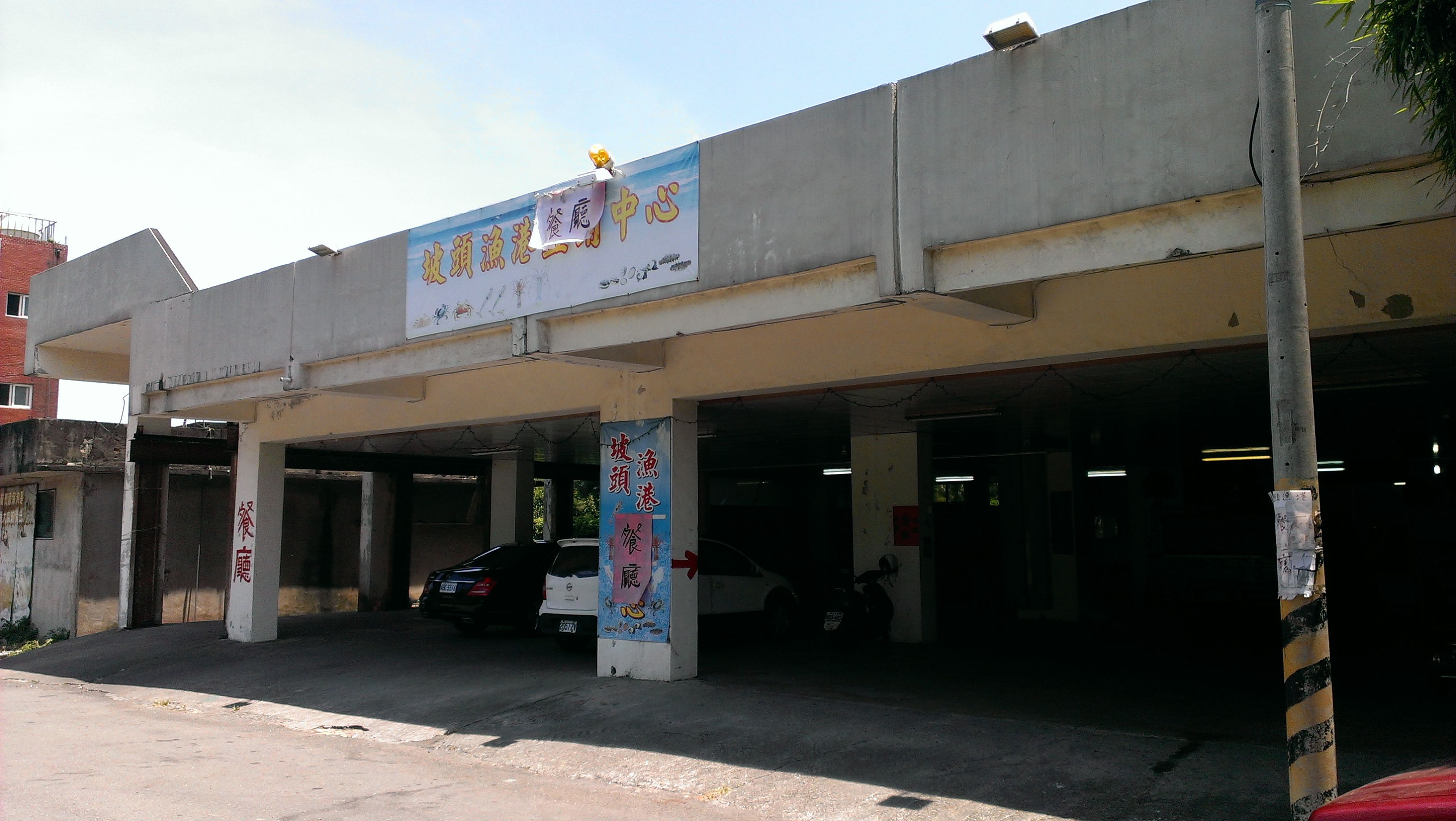
坡頭漁港直銷中心

- 1991年 由於該港缺乏一處良好港灣設施，縣府於該年辦理「新豐鄉船澳新建規劃報告」
- 1992年 進行坡頭漁港修建工程
- 1995年 完成北防波堤272公尺，南防波堤188公尺，航道浚挖等設施；由於外廓設施碼頭等尚未完成，則列入「第三期臺灣地區漁港建設方案」中繼續辦理

### 金鑑漁港一星獎
坡頭漁港，因水岸環境逐年改善而逐步轉型成觀光休閒漁港，並成立「海洋環保艦隊」，由漁民協助清除海上垃圾，2020年獲漁業署頒發首屆「金鑑漁港一星獎」。

## 外部連結
- 新竹區漁會